# Чансу
Чансу (кор. 장수, 長壽, Jangsu, Changsu; 394–491) — корейський ван, двадцятий правитель держави Когурьо періоду Трьох держав.

## Правління
Був старшим сином вана Квангетхо. 408 року його було проголошено спадкоємцем престолу, а після смерті батька 413 року зійшов на трон.
Період його правління називають золотим віком Когурьо, тоді держава була однією з наймогутніших у Східній Азії. Чансу продовжив завойовницьку політику свого батька, розширивши кордони своїх володінь. Окрім того він був відомий своїми успіхами в дипломатичній царині. Подібно до свого батька Чансу частково об'єднав три корейських королівства.
Тривале правління Чансу сприяло зміцненню політичних, економічних та інших інституцій Когурьо. Також ван відзначився будівництвом стели на честь свого батька.

### Відносини з китайськими династіями та кочовими племенами
Ще за правління Квангетхо Китай розпався на дрібні володіння. Тоді ж Когурьо вторглась до Пізньої Янь та завоювала Ляонін, однак після сходження Чансу на престол хаос на півночі Китаю добігав кінця. Об'єднання північних земель під владою Вей стало вирішальним моментом як для Когурьо, так і для південного Китаю. Чансу зумів використати геополітичну ситуацію, що склалась, на свою користь, маніпулюючи й південними, й північними династіями.
Після падіння Пізньої Янь сяньбійська родина Мужун створила на її місці нову державу, Північну Янь. Існуванню останньої загрожував могутній сяньбійський клан табгачів, що змусило Північну Янь укласти союз із Когурьо, тож Чансу повернув свої військові інтереси на південь Корейського півострова.
Південна китайська династія Лю Сун, яка воювала з Північною Вей, закликала Північну Янь і Когурьо допомогти в тій боротьбі. Втім план Лю Сун не спрацював, оскільки Чансу 438 року ув'язнив імператора Північної Янь. Дипломати Лю Сун намагались умовити вана Когурьо звільнити правителя Північної Янь, оскільки його смерть могла призвести до початку нової війни. Чансу проігнорував ті прохання та стратив його, поклавши край нетривалому існуванню Північної Янь. Після того війська Лю Сун атакували Когурьо, втім той напад було з легкістю відбито. Мир було відновлено наступного року, коли Чансу надіслав у подарунок правителю Лю Сун 800 коней у допомогу в боротьбі останнього проти Північної Вей. Такий крок дозволив Когурьо зосередитись на війні проти Пекче та Сілли на півдні. 459 року Чансу знову закликав Лю Сун атакувати кордони Північної Вей, надіславши арбалети, золото та срібло. Попри таке, Північна Вей була змушена підтримувати мир із Когурьо, щоб продовжувати війну проти Лю Сун і Жужанського каганату.
Тим не менше, Чансу підтримував зв'язки і з Північною Вей, 435 року уклавши з нею союзницьку угоду. Такі відносини мали користь під час війни Когурьо проти Пекче, яка також шукала підтримки в Північної Вей, оскільки, відповідно до угоди, Північна Вей зобов'язувалась не втручатись у внутрішні справи корейських держав.
479 року Чансу започаткував дружні відносини з Жужанським каганатом, щоб тримати під контролем Північну Вей. Забезпечивши собі мир із жужанями, Чансу вторгся на територію киданів, що на той час входили до складу сяньбійської конфедерації, а потім здійснив напад на дідоугань разом зі своїми жужанськими союзниками.
Після підкорення киданів Чансу надіслав подарунки до Північної Вей та Південної Ці, які взяли під контроль південну частину Китаю після падіння Лю Сун 479 року.
Між Когурьо й північними державами зберігався мир аж до 598 року, коли спалахнула війна з Суй.

### Відносини з південнокорейськими державами

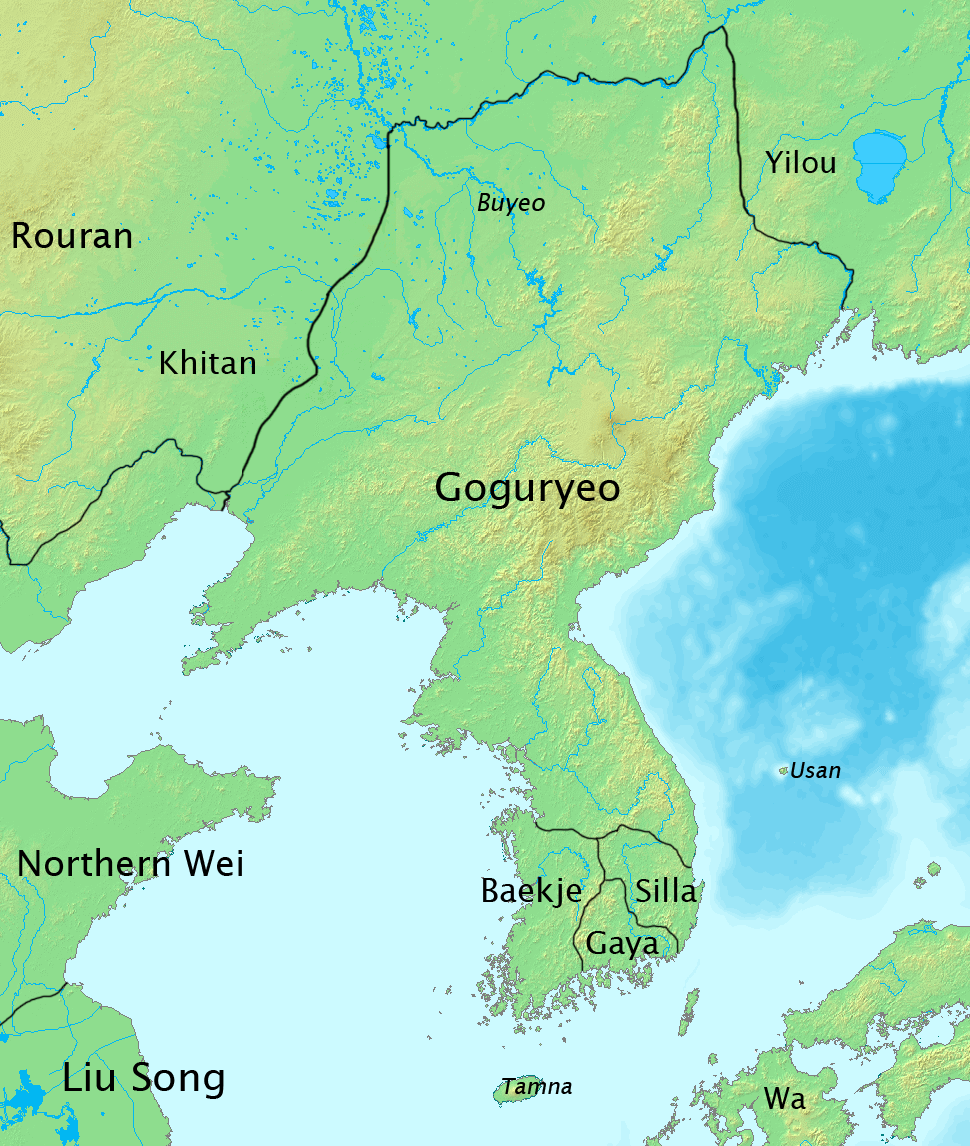
Когурьо в зеніті своєї могутності, бл. 476

Зіштовхнувшись із нападами з боку Когурьо південнокорейські держави Пекче та Сілла від 433 року знайшли порятунок у шлюбних союзах. Альянс між тими двома державами, що тривав понад століття, став головного причиною, чому Когурьо не змогла завоювати весь півострів.
Конфедерація Кая опинилась у нестабільній ситуації, оскільки була «затиснута» між Пекче та Сіллою, тому не змогла вирости в повноцінну державу.
472 року Керо, правитель Пекче, надіслав листа імператору Північної Вей, сподіваючись отримати від нього військову допомогу в боротьбі проти Когурьо, але марно. Тим часом Чансу потай планував власні атаки на Пекче, яка попри поразки від Квангетхо все ще зберігала свою могутність. Чансу відрядив до двору Керо буддійського ченця на ім'я Дорім. Там чернець наблизився до вана, щодня грав із ним у падук і поступово вмовляв його витрачати все більше коштів на будівельні проєкти, тим самим спустошуючи скарбницю.
475 року Чансу розгорнув повномасштабний наступ на Пекче з суші та з моря. Дорім успішно збирав інформацію про Пекче та передавав її вану Чансу. Керо виявився не готовим до вторгнення Когурьо, тому Чансу легко захопив столицю, місто Віресон, та вбив Керо. Згодом Чансу спалив столицю Пекче разом із кількома іншими захопленими містами. Це змусило Пекче перенести свою столицю до високогірного Унджіна (сучасне місто Конджу), на 80 миль на південь. Та війна принесла Когурьо майже повний контроль над долиною річки Хан, регіоном, що мав критичне значення в економічному та військовому сенсі.
Після успішної кампанії в Пекче Чансу звернув свою увагу на Сіллу. Сілла була васалом Когурьо від того моменту, як 400 року ван Квангетхо розбив спільні сили Пекче та ва, що вторглись до Сілли. З метою підтвердження свого протекторату Чансу зажадав відправити йому молодшого брата вана Нольджи в якості заручника. В результаті 454 року Нольджи розірвав усі відносини з Когурьо. 468 року Чансу вторгся до Сілли, розширивши свої володіння до меж сучасної провінції Канвон. В результаті вторгнення 489 року Чансу зумів захопити ще сім міст і розширити кордони Когурьо до меж сучасної провінції Північна Кьонсан. Відзначаючи перемогу над Сіллою, Чансу звів кам'яний пам'ятник у місті, що нині має назву Чхунджу. Той пам'ятник мав прославляти вана Чансу та його батька. Той пам'ятник зберігся до сьогодні та має історичне значення як єдина когурьоська стела, що залишилась на Корейському півострові.
Ван Чансу помер 491 в 97-річному віці. Трон після смерті вана успадкував його онук, Мунджамьон.